# Leuzdorf
Leuzdorf (fränkisch: Laidsdoaf) ist ein Gemeindeteil der Gemeinde Rohr im Landkreis Roth (Mittelfranken, Bayern). Leuzdorf liegt in der Gemarkung Prünst.

## Geografie
Durch das Dorf fließt die Schwabach. Im Südosten grenzt das Flurgebiet Birk an, 0,5 km nordwestlich erhebt sich der Wolfsbuck, dahinter liegt das Flurgebiet Am See. 0,5 km nördlich liegt das Waldgebiet Eichenlohe, 0,75 km östlich das Waldgebiet Kohlschlag, 0,5 km südwestlich das Waldgebiet Im abgebrannten Holz. Die Staatsstraße 2239 führt nach Kottensdorf (2,2 km östlich) bzw. nach Rohr (2,5 km westlich). Eine Gemeindeverbindungsstraße führt nach Prünst (2,2 km südlich).

## Geschichte
Im 13. Jahrhundert bestand der Ort aus fünf Ganzhöfen. Die Burggrafschaft Nürnberg war im Ort begütert. Sie gab den Reichsministerialen von Kammerstein zwei Huben und eine Hofstätte zu Lehen. 1266 schenkte Ramungus II. dem Kloster Heilsbronn mit Zustimmung der Burggrafen einen Fischweiher in „Lvtsdorf“. Dies ist zugleich die erste urkundliche Erwähnung des Ortes. Das Bestimmungswort des Ortsnamens ist Liuti, der Personenname des Siedlungsgründers. Im Ort gab es auch einen Niederadel; 1303 wurde ein „Heinrich de Luetsdorf“ erwähnt. 1359 und 1375 kamen noch zwei weitere Güter und eine Wiese an das Kloster, 1395 wurden von diesem noch vier Tagewerk Wiese erworben. Im Salbuch des Spalter Chorherrenstifts St. Nikolaus von 1380 wurde für Leuzdorf eine abgabenpflichtige Untertansfamilie angegeben. In späteren Salbüchern waren diese nicht mehr verzeichnet.
1434 wurden im Salbuch der Markgrafschaft Ansbach, den Rechtsnachfolgern der Nürnberger Burggrafen, für „Leuetstorff“ lediglich ein Seldengütlein als Besitz aufgeführt. Der Hauptmannschaft Rohr der Reichsstadt Nürnberg unterstanden 1529 vier Untertansfamilien. 1732 gab es laut den Oberamtsbeschreibungen von Johann Georg Vetter in Leuzdorf 11 Anwesen und ein Hirtenhaus. Grundherren waren das Kanzleiamt Ansbach (2), das Kastenamt Schwabach (2), das Spital Schwabach (2), das Reiche Almosen der Reichsstadt Nürnberg (1), Nürnberger Eigenherren (von Grundherr: 1, von Rieter: 1, von Scheurl: 1) und der Ansbacher Eigenherr Hübner (1).
Gegen Ende des 18. Jahrhunderts gab es in Leuzdorf 14 Anwesen und ein Gemeindehirtenhaus. Das Hochgericht übte das brandenburg-ansbachische Oberamt Schwabach aus. Die Dorf- und Gemeindeherrschaft hatte das Kastenamt Schwabach. Grundherren waren das Fürstentum Ansbach (Kanzleiamt Ansbach: 1 Halbhof, 1 Köblergut, 1 Leerhaus; Kastenamt Schwabach: 2 Köblergüter, 1 Leerhaus, 1 Eisenhammer; Spital Schwabach: 2 Halbhöfe, 1 Gütlein), die Reichsstadt Nürnberg (Landesalmosenamt: 1 Ganzhof, Rieter’sche Stiftungsverwaltung Kornburg: 1 Halbhof) und die Nürnberger Eigenherren (von Grundherr: 1 Ganzhof; von Scheurl: 1 Ganzhof). 1801 gab es im Ort zwölf Anwesen, von denen acht ansbachisch und vier fremdherrisch waren.
Von 1797 bis 1808 unterstand der Ort dem Justiz- und Kammeramt Schwabach. Im Rahmen des Gemeindeedikts wurde 1808 Leuzdorf dem Steuerdistrikt Rohr (II. Sektion) und der 1818 gebildeten Ruralgemeinde Prünst zugeordnet. Am 1. Mai 1978 wurde Leuzdorf im Zuge der Gebietsreform in Bayern nach Rohr eingegliedert.

### Baudenkmal
- Sonnenleite 12: Ehemaliger Bauernhof[16]

### Einwohnerentwicklung
| Jahr      | 001818 | 001840 | 001861 | 001871 | 001885 | 001900 | 001925 | 001950 | 001961 | 001970 | 001987 |
| Einwohner | 91     | 102    | 144    | 140    | 119    | 129    | 128    | 154    | 117    | 116    | 131    |
| Häuser    | 16     | 16     |        |        | 23     | 22     | 23     | 22     | 23     |        | 30     |
| Quelle    | [ 18 ] | [ 19 ] | [ 20 ] | [ 21 ] | [ 22 ] | [ 23 ] | [ 24 ] | [ 25 ] | [ 26 ] | [ 27 ] | [ 1 ]  |

## Religion
Der Ort ist seit der Reformation evangelisch-lutherisch geprägt und bis heute nach St. Emmeram (Rohr) gepfarrt. Die Katholiken sind nach St. Sebald (Schwabach) gepfarrt.